# Canal de Konnus
Le canal de Konnus (finnois : Konnuksen kanava) est un canal situé à Leppävirta en Finlande,.

## Description
Ce nouveau canal de 250 mètres de longueur reliant les lacs Kallavesi et Unnukka dans la voie navigable profonde entre Varkaus et Kuopio a été construit en 1836-1841, puis rénové en  1865-1868, 1917-1919 et en 1968-1971.
Les dimensions autorisées des bateaux sont (longueur 160,0 m × largeur 12,2 m × tirant d'eau  4,35 m × hauteur 24,5 m),.
Le canal fait partie de la voie navigable de Leppävirta.